# Masse atomique
Pour les articles homonymes, voir Masse (homonymie).
Vous pouvez aider à l'améliorer ou bien discuter des problèmes sur sa page de discussion.
- Il ne cite pas suffisamment ses sources. Vous pouvez indiquer les passages à sourcer avec {{référence nécessaire}} ou {{Référence souhaitée}}, et inclure les références utiles en les liant aux notes de bas de page. (Marqué depuis novembre 2023)
- Son texte doit être wikifié : il ne correspond pas à la mise en forme Wikipédia (style, typographie, liens internes, liens entre les wikis, etc.). (Marqué depuis novembre 2023)
- Il n’est pas rédigé dans un style encyclopédique. (Marqué depuis novembre 2023)

- Archive Wikiwix
- Bing
- Cairn
- DuckDuckGo
- E. Universalis
- Gallica
- Google
- G. Books
- G. News
- G. Scholar
- Persée
- Qwant
- (zh) Baidu
- (ru) Yandex
- (wd) trouver des œuvres sur Wikidata

La masse atomique relative (ou poids atomique, notée A.) est la masse d'un atome en particulier ou d'un élément chimique en général (auquel cas on envisage un mélange isotopique) exprimée en tant que multiple d'une masse élémentaire de référence qui se veut proche de celle d'un nucléon unique. En effet, la masse d'un atome est proportionnelle en première approximation au nombre de ses nucléons (protons et neutrons ensemble), dit nombre de masse. La masse élémentaire de référence, appelée unité de masse atomique unifiée, est définie depuis les années 1960 comme le douzième de la masse de l'atome de carbone 12.

## Différence entre masse atomique relative et nombre de masse
La masse atomique est généralement un nombre décimal, pour plusieurs raisons. Les décimales varient selon l'unité de masse atomique choisie comme référence, ce qui explique en partie les variations historiques de ce choix.
Concernant un élément chimique en général, c'est le mélange isotopique constaté sur Terre qui est pris comme composition isotopique standard[réf. souhaitée], sauf si l'élément est inexistant, auquel cas c'est la masse atomique de l'isotope le plus stable. La masse atomique d'un élément chimique est ainsi la moyenne des masses atomiques de ses isotopes au prorata de leur abondance à la surface de la Terre. Ce choix offre un intérêt pratique : il permet de calculer précisément les masses en jeu lorsqu'on considère des échantillons non purifiés isotopiquement de l'élément chimique, c'est-à-dire dans la situation expérimentale la plus courante.
Concernant un atome en particulier (isotope donné d'un élément donné, caractérisé par un nombre de protons et un nombre de neutrons donnés), seul le carbone 12 possède a priori une masse atomique entière, pour la raison que l'unité de masse atomique est définie comme 1/12e de sa masse. Pour tous les autres atomes, la masse atomique exacte n'est pas un nombre entier d'unités de masse atomique unifiées, pour deux raisons : d'une part les protons et les neutrons (de masses un peu différentes) ne sont pas toujours en nombre égal comme dans le carbone 12 ; d'autre part la masse d'un ensemble de nucléons assemblés dans un noyau est inférieure à la somme des masses des nucléons isolés (la différence, appelée défaut de masse, est égale à l'énergie de liaison nucléaire divisée par c2) et l'énergie de liaison par nucléon varie d'un nucléide à l'autre.
| Grandeur                      | Définition | Unité                  | Remarque |
| ----------------------------- | --- | ---------------------- | --- |
| Nombre de masse               | Le nombre de nucléons d'un atome.                                                                                          | Entier sans dimension. | La différence entre le nombre de masse et la masse moléculaire de l'atome vient des inégalités dans l'énergie de liaison nucléaire, et est typiquement inférieure au pour cent.           |
| Masse atomique                | La masse d'un atome ou d'une molécule.                                                                                     | (kilogramme) uma       | Exprimée en unité de masse atomique, la mesure de la masse atomique est égale à celle de la masse moléculaire.                                                                            |
| Masse moléculaire             | Rapport entre la masse atomique d'une molécule de ce corps et l'unité de masse atomique.                                   | Nombre sans dimension. | Pour un isotope donné, la masse moléculaire est peu différente de son nombre de masse. |
| Masse molaire                 | La masse d'une mole d'une molécule (ou d'un atome).                                                                        | (kg/mol) g/mol         | Exprimée en gramme par mole, la mesure de la masse molaire est égale à la masse moléculaire.                                                                                              |
| Unité de masse atomique (uma) | Le douzième de la masse d'un atome de carbone 12.                                                                          | (kilogramme)           | Elle vaut 1,66 × 10−27 kg, sensiblement la masse d'un proton (1,672 × 10−27 kg) ou d'un neutron (1,675 × 10−27 kg), la différence correspond à l'énergie de liaison nucléaire du carbone. |
| Mole (mol)                    | Quantité de matière d'un système contenant autant d'entités élémentaires qu'il y a d'atomes dans 12 grammes de carbone 12. | mole (mol)             | Le nombre d'entités est le nombre d'Avogadro, 6,022 × 1023 mol−1. |

## Utilité
Comme le nombre des nucléons, la masse atomique relative prend dans la nature une valeur comprise entre 1 et un peu plus de 200. C'est donc un nombre plus facile à imaginer et plus simple à écrire que celui qui caractérise la masse en kilogrammes des atomes, proche de 10−27 kg.
Par ailleurs, la notion de masse atomique relative est née avant que l'existence de l'atome soit avérée, et donc avant qu'il soit possible de compter ou de peser des atomes. Les chimistes avaient néanmoins observé la quantification des masses des éléments chimiques, par exemple en comparant des volumes identiques de gaz différents. La masse atomique relative décrit efficacement le rapport massique des éléments indépendamment du nombre de corpuscules concernés.